# エルサルバドルの島の一覧
エルサルバドルの島の一覧を示す。

## 一覧
※完全な一覧ではない。
| 島名                                                                   | 面積(km2) | 場所         | 緯度経度                                                          |
| ---------------------------------------------------------------------- | --------- | ------------ | ----------------------------------------------------------------- |
| マルティン・ペレス島（マルティンペレス島）                             | 0.6       | フォンセカ湾 | 北緯13度17分01秒 西経87度44分24秒 / 北緯13.28361度 西経87.74000度 |
| プンタ・サカテ島（サカティージョ島）                                   | 4         | フォンセカ湾 | 北緯13度18分14秒 西経87度45分36秒 / 北緯13.30389度 西経87.76000度 |
| モンテクリスト島（Isla Montecristo）                                   |           | レンパ川     | 北緯13度15分00秒 西経88度48分00秒 / 北緯13.25000度 西経88.80000度 |
| メアングエラ・デル・ゴルフォ島（メアンゲーラデルゴルフォ島）           | 16.68     | フォンセカ湾 | 北緯13度11分35秒 西経87度42分45秒 / 北緯13.19306度 西経87.71250度 |
| コンチャグイタ島（コンチャグィータ島）                                 | 8.45      | フォンセカ湾 | 北緯13度13分56秒 西経87度45分57秒 / 北緯13.23222度 西経87.76583度 |
| ペリコ島                                                               | 1.02      | フォンセカ湾 | 北緯13度23分02秒 西経87度51分13秒 / 北緯13.38389度 西経87.85361度 |
| サン・フアン・デル・ゴゾ半島（Isla San Juan del Gozo）                 | 1.92      | 太平洋       | 北緯13度13分00秒 西経88度36分00秒 / 北緯13.21667度 西経88.60000度 |
| エル・エスピリトゥ・サント島（Isla Espiritu Santo）                    |           | 太平洋       | 北緯13度14分00秒 西経88度37分00秒 / 北緯13.23333度 西経88.61667度 |
| メアンゲリータ島（Isla Meanguerita）（ピリガジョ島）（Isla Pirigallo） | 0.35      | フォンセカ湾 | 北緯13度10分20秒 西経87度41分11秒 / 北緯13.17222度 西経87.68639度 |
| チュチト島（Isla Chuchito）                                            |           | フォンセカ湾 | 北緯13度19分19秒 西経87度45分34秒 / 北緯13.32194度 西経87.75944度 |
| イルカ島（Isla Ilca）                                                  |           | フォンセカ湾 | 北緯13度17分58秒 西経87度44分43秒 / 北緯13.29944度 西経87.74528度 |
| ペリキート島（Isla Periquito）                                         |           | フォンセカ湾 | 北緯13度23分23秒 西経87度50分57秒 / 北緯13.38972度 西経87.84917度 |
| コヨーテ島（Isla Coyote）                                              |           | フォンセカ湾 | 北緯13度19分34秒 西経87度43分13秒 / 北緯13.32611度 西経87.72028度 |
| コネホ島                                                               | 0.5       | フォンセカ湾 | 北緯13度20分52秒 西経87度44分34秒 / 北緯13.34778度 西経87.74278度 |

## その他
- マードレ・サル島（セブアノ語版）
- トルトゥーガ島（セブアノ語版）
- Isla Cumichín

### 湖中島
オロメガ湖
- オロメガ島
- オロメグイタ島
- エル・ボルボリョン島（セブアノ語版）
- チボス島
- ラ・カシタ島

コアテペケ湖
- テオパン島